# Claraeola gigantea
Claraeola gigantea är en tvåvingeart som först beskrevs av Hardy 1972.  Claraeola gigantea ingår i släktet Claraeola och familjen ögonflugor. Inga underarter finns listade i Catalogue of Life.